# اتاق ستاره (فیلم ۱۹۸۳)
اتاق ستاره، تالار ستاره یا محفل ستاره (انگلیسی: The Star Chamber) یک فیلم سینمایی آمریکایی محصول سال۱۹۸۳ در ژانر جنایی، درام و فیلم معمایی با بازی مایکل داگلاس،  هال هالبروک،  1 یافت کوتو، شارون گلس به کارگردانی و نویسندگی پیتر هیامز است. عنوان فیلم از نام تالار ستاره، دادگاه انگلیس قرن دهم تا قرن ۱۷ مشهود است.

## داستان
در شهر اتفاقات و قتل‌های مشکوکی رخ می‌دهد و به دلیل رعایت نکردن قوانین از سوی پلیس قاتلین آزاد زندگی می‌کنند. در اتاق ستاره یک هیئت داوری برای دادگاه تصمیم می‌گیرد که …